# Mariano E. Vega
Mariano E. Vega fue un político peruano. 
En los años 1850 ocupó el cargo de subprefecto del Cusco. Fue miembro del Congreso Constituyente de 1860 por la provincia de Paruro entre julio y noviembre de 1860 durante el tercer gobierno de Ramón Castilla. Este congreso elaboró la Constitución de 1860, la séptima que rigió en el país y la que más tiempo ha estado vigente pues duró, con algunos intervalos, hasta 1920, es decir, sesenta años. Luego de expedida la constitución, el congreso se mantuvo como congreso ordinario hasta 1863 y fue elegido nuevamente en 1864.
En 1863 formó parte de la comisión bicameral encargada de adecuar las leyes y ordenanzas militares al tenor de la Constitución de 1860 y del Código Penal de 1861. Concluyó su labor en 1865 promulgándose el primer Código Militar del Perú.